# Бенжамін Стасюліс
Бенжамін Стасюліс (фр. Benjamin Stasiulis, 20 липня 1986) — французький плавець.
Учасник Олімпійських Ігор 2008, 2012 років.
Призер Чемпіонату світу з плавання на короткій воді 2014 року.
Призер Чемпіонату Європи з водних видів спорту 2010, 2016 років.
Призер Чемпіонату Європи з плавання на короткій воді 2009, 2012 років.